# Márk Radnai
Márk Radnai (maďarsky Radnai Márk; * 26. března 1988, Budapešť) je maďarský divadelní a televizní herec a režisér, politik a startuper. Od července 2024 místopředseda strany Respekt a svoboda (TISZA).

## Biografie
Narodil se roku 1988 v Budapešti v tehdejší Maďarské lidové republice. Vyrůstal v městečku Piliscsaba v župě Pest. V letech 2000 až 2006 byl studentem střední školy Temesvári Pelbárt Ferences Gimnázium v Ostřihomi a po absolutoriu byl přijat na uměleckou školu Istvána Keletiho. Přihlásil se na Univerzitu divadelního a filmového umění (Színház- és Filmművészeti Egyetem) na obor filmová režie, ale byl přijat na obor herectví, který absolvoval v roce 2012 ve třídě Gábora Mátého. Mezitím byl v roce 2010 současně přijat na obor divadelní režie, kde byli jeho třídními učiteli Gábor Székely a Viktor Bodó. Toto studium ale nedokončil.

### Umělecká kariéra
V roce 2011 založil kreativní skupinu s názvem 011 Alkotócsoport, se kterou začal hrát progresivní divadlo specificky zaměřené na mládež.
V roce 2015 byl požádán, aby režíroval tehdy začínající seriál s názvem Holnap Tali!, z něhož režíroval 240 epizod. V roce 2018 režíroval druhou sezónu seriálu Korhatáros szerelem a poté se stal režisérem televizního seriálu Drága örökösök, který každý den sledoval v televizi více než milion diváků.
V roce 2020 založil platformu SzínházTV, která se zabývá divadelními přenosy.

### Politická kariéra
Od 22. července 2024 je společně s europoslancem Zoltánem Tarrem jedním ze dvou místopředsedů politické strany Respekt a svoboda (TISZA).

## Soukromý život
Jeho matka byla realitní developerkou, zatímco otec László Radnai byl reklamním specialistou a bývalým ředitelem pro komunikaci krajně pravicové strany Hnutí za lepší Maďarsko (Jobbik). Přičemž v obdobné pozici pracoval v roce 1998 pro liberální Svaz svobodných demokratů (SZDSZ), později pro levicovou Maďarskou socialistickou stranu (MSZP) a po roce 2002 pro tehdy opoziční pravicovou stranu Fidesz – Maďarská občanská unie (Fidesz).
Od roku 2019 žil po nějaký čas s herečkou Tímeou Erdélyi.

## Kontroverze
V roce 2015, kdy byl Radnai ještě šéfem kreativní skupiny 011 Alkotócsoport, se po premiéře představení s názvem Closer stal terčem jeho výhrůžek Tamás Koltai, známý divadelní kritik a redaktor týdeníku Élet és Irodalom (Život a literatura), kterému Radnai doslova napsal: „Ahoj Tamási! Někdo tě jednou nazval škodlivým švábem. Proč myslíš? Jestli tě ještě jednou uvidím na některém ze svých vystoupení, zlomím ti postupně všechny prsty! Bezpochyby. Hezké léto! Jdi pěkně daleko!“ Později se za svá slova sice omluvil, ale již pár dní na to podobným způsobem vyhrožoval Emesi Csendes-Erdei, novinářce kulturního magazínu Librarius, že pokud se odváží publikovat rozhovor s ním a László Magácsem, tak jí „zpřeláme ruce!“ Obě tyto události vzbudily pobouření veřejnosti.
V roce 2024 pomáhal Radnai svému stranickému lídrovi Péterovi Magyarovi v jeho rezidenci vyvíjet nátlak, vydírat a zastrašovat Magyarovu expřítelkyni Evelin Vogel. Ta k této věci uvedla, že několik týdnů po rozchodu s Péterem Magyarem si chtěla z jeho domu odvézt své věci: „Magyar mě pozval k sobě domů, kde vyšlo na jevo, že se právě zdržuje i Márk Radnai. (Magyar) Zavřel dveře, sešel do kuchyně, pak přišel s Márkem a papírem v ruce. Na tom papíru stálo, že vědí, co jsem udělala, co mám u sebe, a že když neudělám, co říkají, když jim nepomohu, zničí mi život a pošlou mě do vězení. Hlasem, který nesnesl odpor, mi vyhrožovali, obviňovali mě, fantasmagorizovali a podezírali mne ze všeho. Že jsem od začátku špiónka, že pracuji pro Fidesz, že jsem je zradila.“

## Dílo

### Herec
- A rekonstruált emberek (maďarská filmová etuda, 2009)
- Zárt ajtók (maďarská filmová etuda, 2010)
- Hangyatérkép (maďarská filmová etuda, 2010)
- Munkaügyek (maďarský seriál, 2012)
- Flash (maďarský seriál, 2011)
- Hacktion: Újratöltve (maďarský seriál, 2012)
- Strike back (anglický seriál, 2014)
- Nem tűntem el (maďarský televizní film, 2014)
- Stike Back (britský akční seriál, 2014)
- A szerdai gyerek (maďarský televizní film, 2014)
- X Camp (kanadský válečný seriál, 2015)
- Holnap Tali! (maďarský seriál, 2016)
- Korhatáros szerelem (maďarský seriál, 2018)

### Režisér

#### Divadlo
- Tarantino–Fekete–Radnai–011: Kutyaszorítóbban (gangsterská práce, 2011)
- Nóti–Ivanyos–Radnai-011: Lepsénynél még megvolt (kabaret, 2012)
- Molière: Mizantróp (komedie, 2012)
- Radnai–Kubiszyn: Meanwhile in Kansas (fikcion-trash, 2013)
- Radnai–Ivanyos: Droszt (kino, 2013)
- Martin McDonagh: Párnaember (psychologický thriller, 2014)
- András Vinnai: Garzonpánik (sci-fi komedie, 2014)
- Radnai–Ivanyos: Valóság szoba (progresivní iniciační divadlo, 2014)
- Patrick Marber: Closer (drama, 2015)
- Réka Divinyi: A Játékkészítő (pohádka, 2015)
- Martin McDonagh: A nagy kézrablás (černá komedie, 2016)
- Gianina Cărbunariu: Mady Baby (2020)

#### Televize
- A rekonstruált emberek (maďarská filmová etuda, 2009)
- Droszt (maďarský televizní film, 2014)
- Holnap Tali! (maďarský seriál, 2016)
- Korhatáros szerelem (maďarský seriál, 2018)
- Drága örökösök (maďarský seriál, 2019)
- Egyszer volt Budán Bödör Gáspár (maďarský seriál, 2020)